# Xích Khảm
Xích Khảm (chữ Hán giản thể: 赤坎区, âm Hán Việt: Xích Khảm khu) là một quận thuộc địa cấp thị Trạm Giang, tỉnh Quảng Đông, Cộng hòa Nhân dân Trung Hoa. Quận Xích Khảm có diện tích 79 km². Dân số của 210.000 người. Mã số bưu chính của Xích Khảm là 524033. Về mặt hành chính, quận Xích Khảm được chia thành 9 nhai đạo: Trung Hoa, Thốn Kim, Dân Chủ, Trung Sơn, Điều Thuận, Sa Cảng, Nam Kiều, Bắc Kiều, Tuyền Trang.